# Bâton de jet

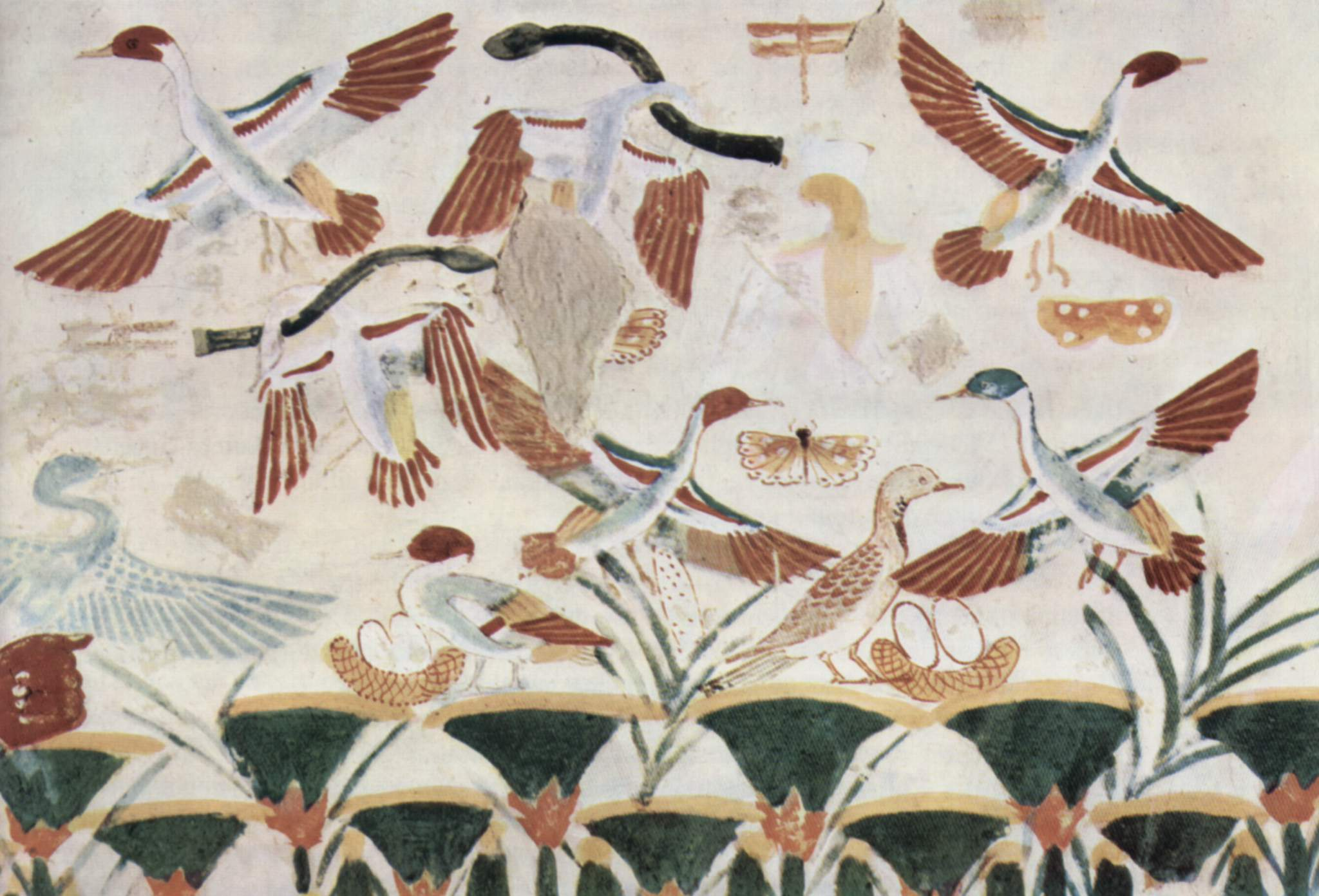
Chasse aux oiseaux d'eau en Haute Égypte avec des bâtons de jet

Le bâton de jet est un terme général pour désigner une arme de jet très ancienne, utilisée de la Préhistoire à l'Antiquité jusqu'à l'époque actuelle par des peuples premiers dans de nombreuses régions du globe (Australie, Afrique, Europe, Amérique, Inde et Indonésie). La forme est largement diversifiée. Cette arme de jet est aussi souvent utilisée comme outil ou arme de contact.
Bâton de bois, d'ivoire ou d'os sculpté, la forme assure la rotation qui stabilise le lancer. Utilisé principalement pour la chasse aux oiseaux ou le jeu, le boomerang aborigène australien est un bâton de jet spécialisé, doué de propriétés de vol particulières, avec retour. Le lagobolon grec est un autre exemple de spécialisation pour la chasse au lièvre.

## Archéologie & ethnologie
Par régions, des traces archéologiques les plus anciennes aux plus récentes.

### Australie

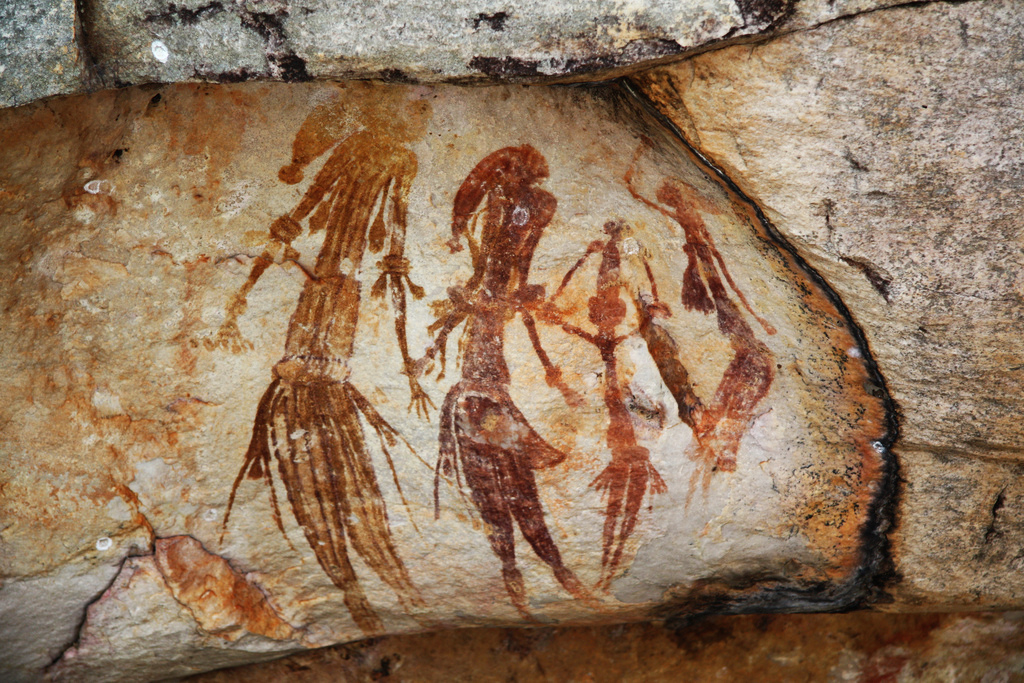
Bradshaw figures (Gwion Gwion ou Giro Giro), Kimberley

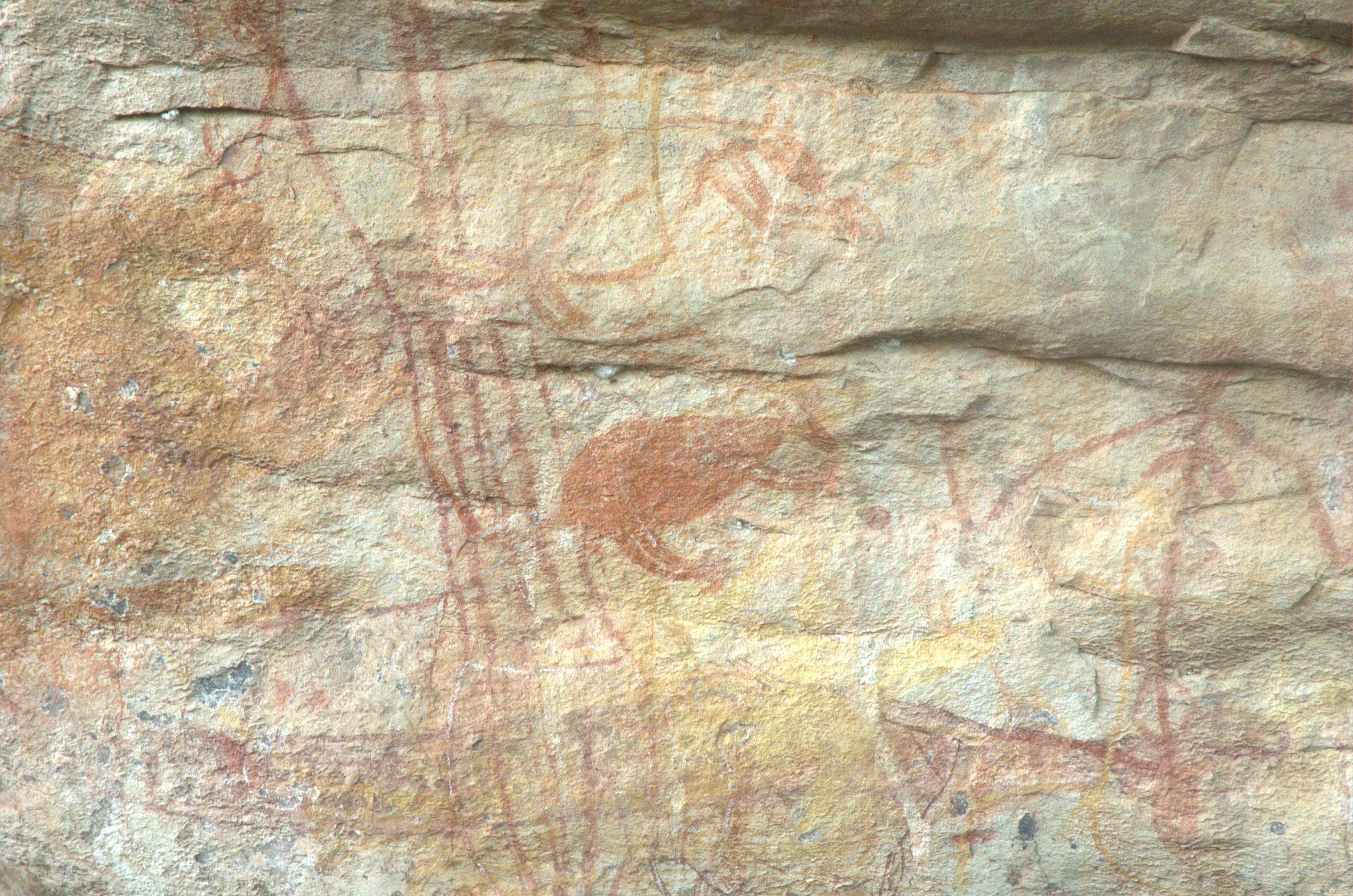
Chasse au wallaby, peinture du parc national de Kakadu

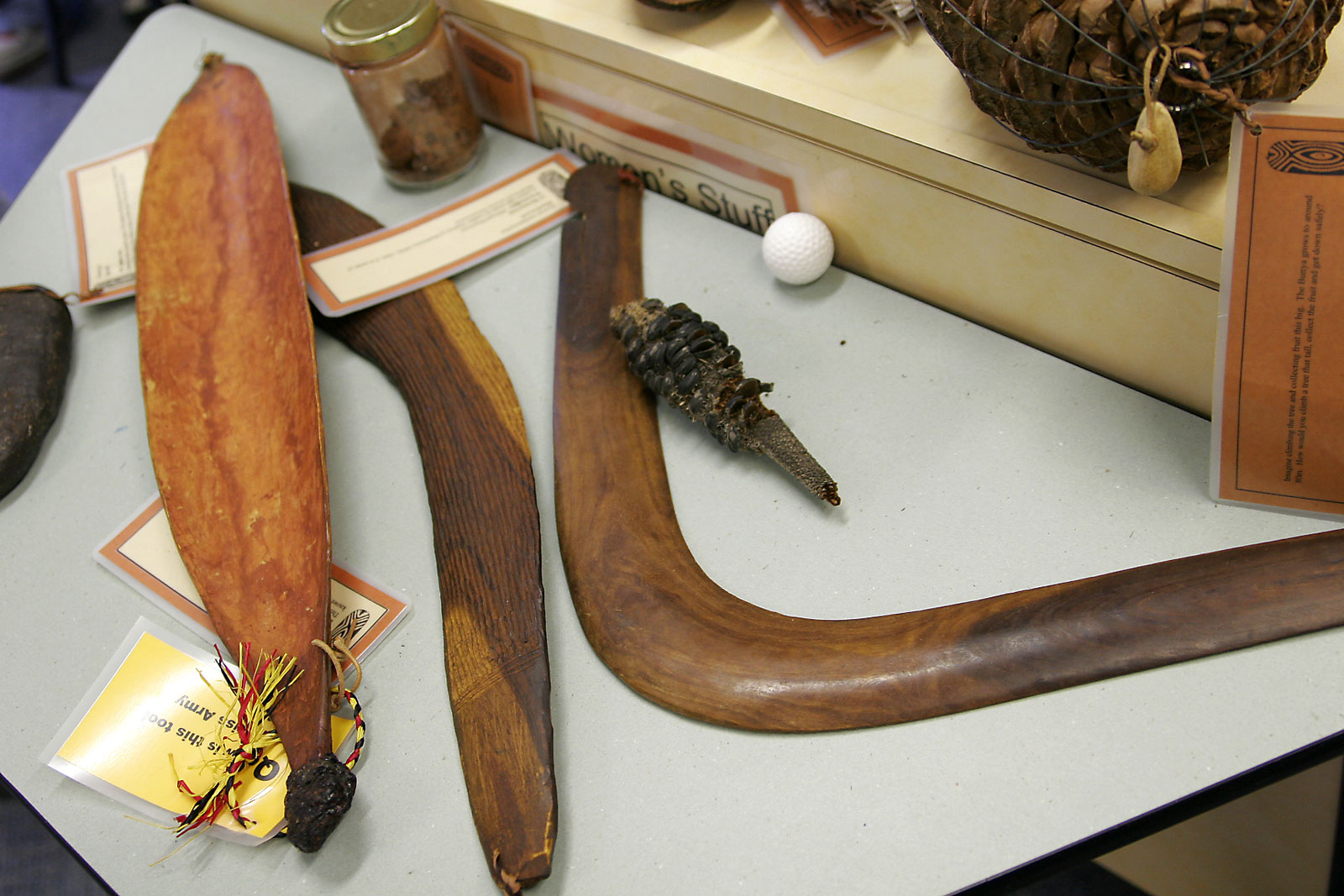
Boomerangs aborigènes actuels, artisanat

Les  bâtons de jet les plus aboutis sont originaires d'Australie où se perpétuent la technique et les environnements propices à la chasse et où l'absence passée d'autres technologies (métal) a permis aux bâtons de jet d'évoluer vers plusieurs formes. Les bâtons de jet utilisés par les Aborigènes sont très diversifiés. Parmi les types les plus connus, par exemple ceux du désert central appelés kylies et les fameux bâtons en col de cygne (ou numéro 7) qui servaient pour la chasse, le combat et d'autres fonctions. Seuls 10 % des bâtons de jet aborigènes australiens sont de types retournant. Au sein de l'ensemble des bâtons de jet, les boomerangs constituent un groupe de projectiles minoritaire très spécialisé au vol bien particulier. 
Les traces les plus anciennes du bâton de jet en Australie sont issues de gravures et peintures rupestres préhistoriques. Des gravures du site de Paramitee North au Sud de l'Australie remonteraient à quelque 40 000 AP. Les représentations rupestres peintes les plus connues sont les Bradshaw figures de la région du Kimberley datées de 17 000 BP. Des centaines de peintures incluant des bâtons de jet associés à d'autres types de propulseurs, parsèment la Terre d'Arnhem depuis plus de 20 000 ans. On peut notamment voir des danseurs munis de ces objets dans les Gundabooks range ou encore au parc de Mootwingee. Ces sites sont datés entre 4 000 et 5 000 AP. Enfin, de nombreuses gravures ont été découvertes en Australie de l'Est dans la région de Sydney et de Nouvelle-Galles du Sud. La seule découverte archéologique bien documentée dans la littérature est l'ensemble de bâtons de jet découvert à Wyrie Swamp (Australie du Sud) daté d'environ 10 000 avant le présent  qui comprend plusieurs objets de type boomerang.

### Europe

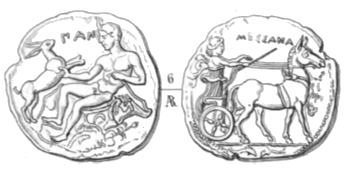
Dessin d'une monnaie antique de Messana (Messine), sur une face, le dieu Pan tenant dans la main droite un lièvre et dans la main gauche un lagobolon, bâton de jet grec utilisé pour chasser l'animal.

Les fouilles du site de Schöningen ont mis au jour en 2016 un bâton de jet de 64,5 cm de long et de 2,9 cm de large pour un poids de 264 g. Daté à 400 000 ans, cela en fait le plus vieux bâton de jet connu en 2020. Il est attribué à Homo heidelbergensis.
Le plus ancien bâton de jet attesté en Europe fabriqué par l’homme moderne est en ivoire de mammouth, retrouvé à Oblazowa (Sud de la Pologne), il appartient à la culture du Gravettien, il est daté à 23 000 ans AP.
Des peintures rupestres représentant des chasseurs munis de bâtons de jet et datant de 7 000 à 6 000 ans AP ont été découvertes à la grotte du Chopo (Obón, Teruel). Des gravures mégalithiques, de la Bretagne au Portugal, datées de 6 000 à 4 000 ans avant notre ère, sont interprétées comme des formes en crosse de bâtons de jet ,. En France, une série de bâtons de jet a été découverte sur le site néolithique du lac de Chalain (Jura) et sont datés d'environ 5 000 ans.
D'autres types de bâton de jet archéologiques sont connus en Europe :
- à Braband (Danemark), daté de 6 000 ans AP[9],
- à Moringen - 3 200 BP et à Egolzwil - 5 900 ans AP [10] * à Magdebourg (Suisse) - 800 ans avant notre ère[11],
- à Velsen (Allemagne) - 300 ans avant J.-C.[12],
- aux Pays-Bas.

Le plus ancien bâton de jet de forme symétrique trouvé en France, est daté de la Tène finale aux environs de 120 à 80 ans avant J.-C. Il a été découvert en 2010 lors de fouilles sur la plage d'Urville-Nacqueville (Cotentin). Le bâton gaulois en bois de pommier ou de poirier pèse 150 grammes et il est recouvert de quatre ou cinq lamelles de fer régulièrement espacées. Sa portée est d'une cinquantaine de mètres. Le bâton d'Urville ne revient pas dans la main du lanceur mais amorce une légère boucle lui permettant de retomber à plat avec un moindre risque de se briser et un ratissage plus large de l'espace. Une légère torsion des pales permettant de mieux planer et d'avoir une trajectoire plus stable était vraisemblablement obtenue par les Gaulois en ramollissant le bois à la vapeur ou par trempage. Ce bâton servait certainement à chasser les oiseaux du littoral ou des marais (fou de Bassan, bernache, guillemot de Troï, fuligule, goéland) d'après les ossements retrouvés dans les fouilles. La littérature antique corrobore cet usage, le géographe Strabon écrit : « ils ont encore une arme de jet, une sorte de haste en bois, semblable à celle des Vélites, qu’ils lancent sans amentum ou courroie, et rien qu’avec la main, plus loin qu’une flèche, ce qui fait qu’ils s’en servent de préférence, même pour chasser à l’oiseau » (Géographie, livre IV, 4.3).
D'autres exemples sont connus par la littérature antique, comme le lagobolon grec et le pedum ce dernier est probablement à l'origine de la forme du lituus latin qui ne possède plus qu'une fonction symbolique. 
Des projectiles de chasse européens peuvent avoir été utilisés jusqu'à très récemment et sont dérivés du bâton de jet, à l'instar des disques emplumés imitant un rapace et des disques de bois lancés par les Basques pour rabattre les oiseaux vers les filets lors de la chasse à la palombe.

### Afrique

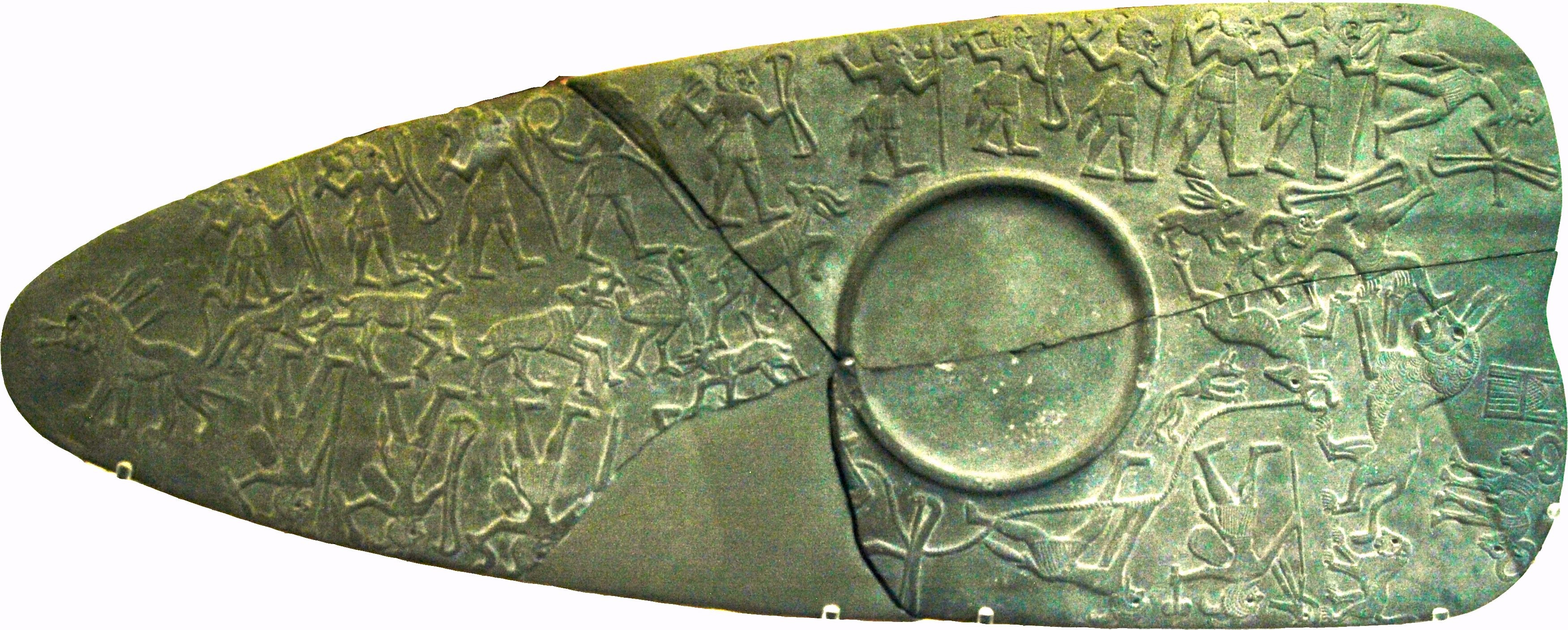
Palette égyptienne antique dite "des chasseurs", où plusieurs chasseurs sont armés de bâtons de jet (en haut à gauche), daté vers 3 250-3 100 av. J.-C.

En région saharienne, de très nombreuses gravures et peintures rupestres datant entre 6 000 et 3 000 ans BP représentent des bâtons de jet. En Égypte, des représentations de ces armes apparaissent dès la période pré-dynastique avec notamment la célèbre palette des chasseurs. Plusieurs exemplaires de ces bâtons de jet égyptiens ont été retrouvés au sein du mobilier de la tombe de Toutankhamon.
Les bâtons de jet ont été utilisés jusqu'à très récemment par des populations du Tchad, du Mali, du Burkina Faso, d'Égypte, du Soudan, du Maroc, de Centrafrique et du Kenya. Ces armes en bois sont probablement les ancêtres des fameux couteaux de jet en métal couramment utilisés en Afrique.

### Amériques
En Amérique du Nord, la plus ancienne découverte de bâton de jet a été faite à Little Salt Spring en Floride. Elle est datée de 9 000 ans BP. 
Des découvertes de bâtons de jet Anazasi ont été faites dans les régions d'utilisation du rabbitstick. Ces bâtons de jet découlent de bâtons de jet méso-américains diffusés vers le Nord jusqu'au Sud-Ouest du continent Nord américain. Les peuples Anazasi dont la période culturelle s'étend de 200 à 1 300 ap. J.-C., précèdent les cultures pueblos d'Arizona et du Nouveau Mexique parmi lesquels les Zunis et Hopis sont les plus connus pour l'utilisateur de bâtons de jet.
Quelques représentations de bâtons de jet maya sont connues sur des reliefs du Castillo à Chichén Itzá.

### Asie
Deux types de bâtons de jet sont bien connus pour l'Inde. 
- Le valari ou valai thadi, cet instrument était utilisé dans le Sud de l'Inde en région tamoul et possède une forme de croissant tronqué caractéristique, muni de poignées . Le valari était utilisé pour la chasse aux petits gibiers, oiseaux et cerfs et, pour la guerre jusqu'à la fin du XVIIIe siècle. Un exemplaire de bâton de jet type valari a été découvert à Thondi, un ancien port pattinam des anciens Pandyas, et daté d'environ 500 ans.
- Le katureea, de forme symétrique tronquée était utilisé dans le Gujarat, au Nord-Ouest de l'Inde, chez les peuples Koles, principalement pour la chasse.

Sur la péninsule de Macassar dans les Célèbes (Sulawesi), l'utilisation de bâton de jet pour tuer et effrayer des oiseaux a été observée en 1902. Dans la région centrale de l'île, on a décrit également l'utilisation d'objets de type boomerang quadripale en bambou appelés motela, capables de retour et destinés uniquement au jeu. Ces deux types d'objets ont fait l'objet d'expérimentation pour démontrer leur fonctionnement et mode de fabrication.